# Really Useful Group
Really Useful Group Ltd. (RUG) — британская компания, основанная в 1977 году композитором Эндрю Ллойдом Уэббером. Главные направления деятельности — создание и прокат театральных постановок, видео и кино программ, концертных выступлений, издание печатных СМИ, звукозапись, а также дистрибуция и обеспечение защиты авторских прав на перечисленную продукцию. Название (рус. ≈ Действительно полезная компания) вдохновлено фразой из серии детских книг о железной дороге, в которой главный герой рекомендовался как «действительно полезный паровоз» (англ. Really Useful Engines).

## История компании
Компания была основана в 1977 году, когда Ллойд Уэббер, разочарованный результатами сотрудничества с импресарио Робертом Стигвудом, решил взять под личный контроль управление своей интеллектуальной собственностью. Все произведения композитора, созданные с этого момента, принадлежат компании. С 1986 года часть акций RUG была выпущена в обращение на фондовый рынок. Однако четыре года спустя Ллойд Уэббер полностью выкупил их обратно. Для финансирования этой сделки он продал 30%-ю долю в своей компании фирме PolyGram. В 1995 году PolyGram был поглощён канадским конгломератом Seagram’s, причем доля Really Useful Group была передана в управление Universal Music Group. В 1999 году Ллойд Уэббер вернул себе эту долю, заплатив за неё 75 миллионов долларов США и став, таким образом, вновь единоличным собственником компании.
С лета 2016 года управляющим директором RUG стал Макс Александэр, который отвечает за корпоративную часть бизнеса, в том числе за сделки, связанные с использованием бренда, выпуск продукции на цифровых носителях, защиту авторских прав. Со стороны руководства ему поставлена задача довести за ближайшие 20 лет долю доходов от этих видов бизнеса в общем объёме компании с существующих 20% до 80%. Президентом RUG является Джессика Коравос, контролирующая все творческие и производственные процессы. Североамериканским отделением компании руководит успешный бродвейский продюсер Кен Девенпорт. 

## Подразделения компании

### Really Useful Theatre Company
Подразделение Really Useful Theatre Company создаёт и выпускает театральные пьесы и мюзиклы, обеспечивает прокат созданных ранее произведений, а также контролирует соблюдение своих авторских прав по всему миру. Главным образом эта работа сфокусирована на музыкальных спектаклях Эндрю Ллойд Уэббера, хотя имеются примеры покупки прав на работы других авторов. Really Useful Theatre Company владеет правами на следующие произведения:
| Название                           | Авторы                                              | Места проката                                                         |
| ---------------------------------- | --------------------------------------------------- | --------------------------------------------------------------------- |
| Иосиф и его удивительный плащ снов | Ллойд Уэббер / Тим Райс                             | Вест-Энд, Лондон / Бродвей, Нью-Йорк / Лос-Анджелес / по всему миру.  |
| Иисус Христос — суперзвезда        | Ллойд Уэббер / Тим Райс                             | Вест-Энд, Лондон / Бродвей, Нью-Йорк / по всему миру.                 |
| Эвита                              | Ллойд Уэббер / Тим Райс                             | Вест-Энд, Лондон / Бродвей, Нью-Йорк / по всему миру.                 |
| Расскажи мне в воскресенье         | Ллойд Уэббер / Дон Блэк                             | Вест-Энд, Лондон / тур по Великобритании                              |
| Кошки                              | Ллойд Уэббер / Томас Стернз Элиот                   | Вест-Энд, Лондон / Бродвей, Нью-Йорк / по всему миру.                 |
| Звёздный Экспресс                  | Ллойд Уэббер / Ричард Стилго                        | Вест-Энд, Лондон / Бродвей, Нью-Йорк / по всему миру.                 |
| Песня и танец                      | Ллойд Уэббер / Дон Блэк                             | Вест-Энд, Лондон / Бродвей, Нью-Йорк.                                 |
| Призрак Оперы                      | Ллойд Уэббер / Чарльз Харт / Ричард Стилго          | Вест-Энд, Лондон / Бродвей, Нью-Йорк / по всему миру.                 |
| Аспекты любви                      | Ллойд Уэббер / Дон Блэк / Чарльз Харт               | Вест-Энд, Лондон / Бродвей, Нью-Йорк /тур по Великобритании 2007 год. |
| Дживс                              | Ллойд Уэббер / Алан Эйкборн                         | Вест-Энд, Лондон / Бродвей, Нью-Йорк.                                 |
| Свистни по ветру                   | Ллойд Уэббер / Джим Стайнман                        | Вашингтон / Вест-Энд, Лондон / туры по Великобритании.                |
| Прекрасная игра                    | Ллойд Уэббер / Бэн Элтон                            | Вест-Энд, Лондон                                                      |
| Женщина в белом                    | Ллойд Уэббер                                        | Вест-Энд, Лондон / Бродвей, Нью-Йорк.                                 |
| Иосиф и его удивительный плащ снов | Алла Ракха Рахман / Дон Блэк                        | Вест-Энд, Лондон / Бродвей, Нью-Йорк.                                 |
| Звуки музыки                       | Ричард Чарльз Роджерс / Оскар Хаммерстайн II        | Вест-Энд, Лондон, 2006 год                                            |
| Priscilla, Queen of the Desert     |                                                     | Вест-Энд, Лондон                                                      |
| Любовь не умрёт никогда            | Ллойд Уэббер / Гленн Слейтер / Чарльз Харт          | Вест-Энд, Лондон, 2010 год                                            |
| Волшебник страны Оз                | Обработка фильма 1939 года: Ллойд Уэббер / Тим Райс | Вест-Энд, Лондон, 2011 год                                            |
| Дейзи вытянет это                  | Дениз Дееган                                        | Вест-Энд, Лондон.                                                     |
| Батрак                             | Ховард Гудолл / Мелвин Брэгг                        | Вест-Энд, Лондон.                                                     |
| Одолжите тенора!                   | Кен Людвиг                                          | Вест-Энд, Лондон / Бродвей, Нью-Йорк.                                 |
| La Bête                            | Дэвид Хирсон                                        | Вест-Энд, Лондон / Бродвей, Нью-Йорк.                                 |
| Школа рока                         | Ллойд Уэббер / Гленн Слейтер                        | Бродвей, Нью-Йорк.                                                    |

### Really Useful Theatres
Структурному подразделению RUG Really Useful Theatres, начиная с 2014 года, принадлежат и находятся в его оперативном управлении шесть театров в Вест-Энде Лондона:
- Театр Адельфи (Adelphi Theatre);
- Театр Кембридж (Cambridge Theatre);
- Театр на Друри-Лейн (Theatre Royal, Drury Lane);
- Театр Её Величества (Her Majesty’s Theatre);
- Лондон Полладиум (London Palladium);
- Театр Нового Лондона (New London Theatre).

С середины 2016 года в прессе широко обсуждается вопрос о выделении Really Useful Theatres в самостоятельное юридическое лицо.

### Really Useful Films
Подразделение Really Useful Films создаёт и осуществляет дистрибуцию видео и кинематографических версий произведений Эндрю Ллойда Уэббера. До некоторого времени компания реализовывала продукцию на цифровых носителях, главным образом, записанную ранее и гарантированно популярную — «Кошки», «Иисус Христос — суперзвезда» и так далее. Но в 2004 году Really Useful Films приняла участие в съёмках полнометражного фильма «Призрак оперы» с бюджетом более 150 миллионов долларов США. Среди других коммерчески успешных проектов подразделения — выпуски DVD версий концерта Эндрю Ллойда Уэббера в Альберт-Холле, гастрольного тура по Китаю, а также музыкальная экранизация популярной детской книги «Груффало».

### Really Useful Records
Подразделение Really Useful Records выпускает альбомы мюзиклов Эндрю Ллойда Уэббера. С 1986 года до 1999 года компания работала в рамках эксклюзивного соглашения о выпуске альбомов через лейбл звукозаписи Polydor. Помимо звукозаписи произведений своего собственника, компания выпускала альбомы для Марти Вебб, Сары Брайтман, Конни Фишер и Майкла Болла.